# Mary Lascelles
Mary Lascelles, död efter 1541, var en engelsk tjänare. Hon är känd för sitt vittnesmål mot drottning Katarina Howard. 
Hon var dotter till Richard eller George Lassells/Lascelles (död 1520) och syster till den protestantiska reformatorn John Lassells. 
Hon tillhörde Agnes Howards hushåll i Horsham och Lambeth vid samma tidpunkt som Katarina Howard, Katherine Tylney, Dorothy Baskerville, Margaret Benet, Alice Restwold och Margaret Morton. Katarina Howard gifte sig med Henrik VIII av England 1540.
Marys bror uppmuntrade henne då att söka en plats i drottningens hushåll, precis som så många andra av hennes kamrater i Lambeth hade gjort. Mary vägrade då med hänvisning till Katarina Howards uppträdande, och berättade för sin bror att Howard hade haft samlag med Henry Manox och Francis Dereham i Lambeth. John Lassells informerade ärkebiskop Thomas Cranmer, som 1 november 1541 informerade kungen. Katarina Howard arresterades och ställdes inför rätta för äktenskapsbrott i november 1541. 
Mary Lascelles gifte sig med en "Mr Hall" från Lambeth. 